# Крешпу, Витор Мануэл
Ви́тор Мануэ́л Триге́йруш Кре́шпу (порт. Vítor Manuel Trigueiros Crespo, 21 марта 1932, Порту-ди-Мош, Португалия — 17 декабря 2014, Лиссабон, Португалия) — португальский военный деятель, последний генерал-губернатор Мозамбика (1974—1975).

## Биография
В 1952 году окончил Военно-морскую академию. С начала 1960-х воевал в португальских колониях в Африке — Гвинее-Бисау, Анголе, Мозамбике. Специализировался на командовании артиллерийскими войсками. Являлся профессором 9-го военно-морского училища, командовал корветом «Хасинто Кандидо» в Мозамбике. На протяжении нескольких лет представлял ВМС Португалии в НАТО.
В звании капитан-лейтенанта он присоединился к Движению вооружённых сил, свергнувшему режим «Нового государства». Был единственным представителем командования военно-морского флота, присоединившимся к «Революции гвоздик» в апреле 1974 года.
12 сентября 1974 — 25 июня 1975 года являлся Верховным комиссаром (генерал-губернатором) и главнокомандующим Вооруженными Силами в Мозамбике в период его деколонизации.
В 1975—1982 гг. входил в Революционный совет Португалии.
19 сентября 1975 — 23 июля 1976 года был министром сотрудничества в правительстве Жозе Пиньейру ди Азеведу. Тогда же произведён в контр-адмиралы.
После увольнения с военной службы занимал должность директора Центральной библиотеки военно-морского флота.

## Награды
- Ависский орден (1970)
- Орден Свободы (24.9.1983)
- Орден Инфанта дона Энрики (21.11.2005)